# Women’s Tennis Association
Die Women’s Tennis Association (WTA) ist die Vereinigung der professionellen Tennisspielerinnen. Sie ist somit das Gegenstück zur Association of Tennis Professionals (ATP) der Herren. Über WTA und ATP steht die International Tennis Federation (ITF), die die Spielregeln festlegt.

## Geschichte
Die WTA wurde 1970 als Virginia Slim Series gegründet, da es beträchtliche Unterschiede in den Preisgeldern zwischen Männern und Frauen im Tennis gab. Im September 1970 unterschrieben neun Spielerinnen, die sogenannten Original 9, einen Vertrag über einen US-Dollar mit Gladys Heldman, der Herausgeberin des World Tennis Magazine. Die Spielerinnen waren Billie Jean King, Rosie Casals, Nancy Richey, Kerry Melville, Peaches Bartkowicz, Kristy Pigeon, Judy Tegart, Valerie Ziegenfuss und Julie Heldman.
Der Vertrag berechtigte die Spielerinnen in der Virginia Slims Series anzutreten. 1971 war die erste offizielle Saison der Tour, in der 19 Turniere gespielt wurden. In diesem Jahr gewann Billie Jean King als erste Profispielerin mehr als 100.000 US-Dollar in einer Saison. King war es auch, die 1973 in London die heutige WTA gründete. Im gleichen Jahr bezahlte die Turnierdirektion der US Open den Spielerinnen zum ersten Mal gleich viel Preisgeld wie den Herren. 1974 unterzeichnete die WTA zum ersten Mal einen Vertrag über die Übertragungsrechte im Fernsehen mit CBS. 1975 wurde eine Damen-Weltrangliste – mit Chris Evert an Position 1 – eingeführt. Die Platzierung der Spielerinnen war von nun an ein Kriterium für die Zulassung zu Turnieren.
1980 spielten bereits mehr als 250 Damen die Turnierserie, die weltweit 47 Turniere beinhaltete. 1982 gewann Martina Navrátilová als erste Spielerin über 1 Million US-Dollar an Preisgeld in einer Saison.

## Organisation
Die WTA unterhält mittlerweile zwei weitere sogenannte Headquarters außer dem Corporate Headquarters in St. Petersburg, es sind dies das European Headquarters in London sowie das Asia-Pacific-Headquarters in Peking.
Vorsitzende und Geschäftsführerin war Stacey Allaster. Sie war seit 2006 als Tour-Präsidentin bei der WTA und wurde 2009 zur Geschäftsführerin befördert. Sie kündigte im September 2015 ihren Rücktritt an. Vizepräsident ist Laurence Applebaum. Seit dem 5. Oktober 2015 ist Steve Simon der neue Präsident.

## WTA Tour
Die von der WTA organisierte Damentennis-Serie nennt sich WTA Tour, der die meisten professionellen Turniere angehören. Das wichtigste Turnier sind die WTA Tour Championships. Die „gewöhnlichen“ Turniere der WTA Tour sind in verschiedene Klassen (englisch „Tiers“) eingeteilt; bis 2008 waren dies, von unten nach oben, Tier I bis Tier V. Seit der 2009 wirksam gewordenen Reform wurden die fünf Tier-Klassen abgelöst durch die vier „Kategorien“ International, Premier, Premier 5 und Premier Mandatory.
Die Grand-Slam-Turniere und der Fed Cup sind nicht Bestandteil der WTA Tour, da sie von der ITF veranstaltet werden.

## Weltrangliste
Die WTA führt die Punkte-Ranglisten für die Tennisweltrangliste der Damen. Um dort geführt zu werden, muss eine Spielerin das 14. Lebensjahr vollendet und Punkte bei mindestens drei Turnieren gesammelt haben. Die Weltrangliste wird jeden Montag (ausgenommen während der zweiwöchigen Grand-Slam-Turniere) aktualisiert. Die bei einem Turnier erzielten Punkte hängen davon ab, welche Runde eine Spielerin erreicht hat.
Die erste Weltranglistenerste war am 3. November 1975 Chris Evert. Mit 377 Wochen ist Steffi Graf diejenige Spielerin, die am längsten die Tennisweltrangliste anführte. Die bisher jüngste Weltranglistenerste war Martina Hingis. Insgesamt standen bislang 28 verschiedene Spielerinnen an der Spitze des Rankings, der letzte Neuzugang in diesem Kreis war im April 2022 die Polin Iga Świątek.

## Auszeichnungen
Der Verband vergibt mit den WTA Awards verschiedene Auszeichnungen für besondere Leistungen während einer Saison, unter anderem für die „Spielerin des Jahres“, das „Doppel-Team des Jahres“, die „Aufsteigerin des Jahres“, den „Neuling des Jahres“, die „Rückkehrerin des Jahres“ und das „Beste Turnier des Jahres“, sowie mehrere Publikumspreise, die durch Abstimmung der Fans ermittelt werden, wie z. B. „Schlag des Jahres“ oder „Spiel des Jahres“.

## Rekorde
Noch aktive Spielerinnen sind fett dargestellt.
| Nr. | Spielerin            | Anzahl Einzel-Titel |
| --- | -------------------- | ------------------- |
| 1.  | Martina Navratilova  | 167                 |
| 2.  | Chris Evert          | 154                 |
| 3.  | Steffi Graf          | 107                 |
| 4.  | Margaret Smith Court | 92                  |
| 5.  | Serena Williams      | 73                  |
| 6.  | Evonne Goolagong     | 68                  |
| 7.  | Billie Jean King     | 67                  |
| 8.  | Virginia Wade        | 55                  |
| 8.  | Lindsay Davenport    | 55                  |
| 10. | Monica Seles         | 53                  |

| Nr. | Spielerin               | Anzahl Doppel-Titel |
| --- | ----------------------- | ------------------- |
| 1.  | Martina Navratilova     | 174                 |
| 2.  | Rosie Casals            | 112                 |
| 3.  | Pam Shriver             | 106                 |
| 4.  | Billie Jean King        | 101                 |
| 5.  | Natallja Swerawa        | 80                  |
| 6.  | Lisa Raymond            | 79                  |
| 7.  | Jana Novotná            | 76                  |
| 8.  | Gigi Fernández          | 69                  |
| 8.  | Arantxa Sánchez Vicario | 69                  |
| 8.  | Helena Suková           | 69                  |
| 10. | Larisa Neiland          | 65                  |

| 1. Billie Jean King: 39 Jahre, 7 Monate, 23 Tage (1983 Birmingham) 2. Kimiko Date-Krumm: 38 Jahre, 11 Monate, 29 Tage (2009 Seoul) 3. Martina Navrátilová: 37 Jahre, 4 Monate, 2 Tage (1994 Paris Indoors) 4. Margaret Smith Court: 34 Jahre, 4 Monate, 26 Tage (1976 Melbourne) | 1. Tracy Austin: 14 Jahre, 28 Tage (1977 Portland) 2. Kathy Rinaldi: 14 Jahre, 6 Monate, 24 Tage (1981 Kyoto) 3. Andrea Jaeger: 14 Jahre, 7 Monate, 14 Tage (1980 Las Vegas) |

### Preisgeld
Im Jahr 2013 (Stand: 28. Oktober 2013) verdienten insgesamt 22 Spielerinnen über 1.000.000 US-Dollar, so viele Spielerinnen wie noch in keiner Spielzeit davor. Die US-Amerikanerin Serena Williams stellte in ihrer herausragenden Saison 2013 mit einem Gesamtpreisgeld von 12.385.572 US-Dollar einen neuen Verdienstrekord an Turnierpreisgeldern im Damentennis auf.
Mitte 2025 gibt es insgesamt 26 Spielerinnen, die in ihrer Karriere mehr als 20 Millionen US-Dollar an Turnierpreisgeldern gewonnen haben.(Fett markiert sind aktive Spielerinnen).
| Nr. | Spielerin           | Gesamtpreisgeld |
| --- | ------------------- | --------------- |
| 1   | Serena Williams     | 94.816.730      |
| 2   | Venus Williams      | 42.648.578      |
| 3   | Simona Halep        | 40.232.663      |
| 4   | Marija Scharapowa   | 38.777.962      |
| 5   | Wiktoryja Asaranka  | 38.063.787      |
| 6   | Petra Kvitová       | 37.253.812      |
| 7   | Iga Świątek         | 36.473.498      |
| 8   | Caroline Wozniacki  | 36.441.868      |
| 9   | Aryna Sabalenka     | 36.082.811      |
| 10  | Angelique Kerber    | 32.519.180      |
| 11  | Agnieszka Radwańska | 27.683.807      |
| 12  | Coco Gauff          | 27.144.216      |
| 13  | Karolina Pliskova   | 26.111.050      |
| 14  | Elina Svitolina     | 26.081.537      |
| 15  | Swetlana Kusnezowa  | 25.816.890      |
| 16  | Gabine Muguruza     | 24.813.892      |
| 17  | Martina Hingis      | 24.749.074      |
| 18  | Kim Clijsters       | 24.545.194      |
| 19  | Ashleigh Barty      | 23.829.070      |
| 20  | Naomi Osaka         | 22.610.805      |
| 21  | Madison Keys        | 22.430.362      |
| 22  | Lindsay Davenport   | 22.166.338      |
| 23  | Steffi Graf         | 21.895.277      |
| 24  | Martina Navratilova | 21.626.089      |
| 25  | Justine Henin       | 20.863.335      |
| 26  | Samantha Stosur     | 20.070.126      |